# تونی هالیک

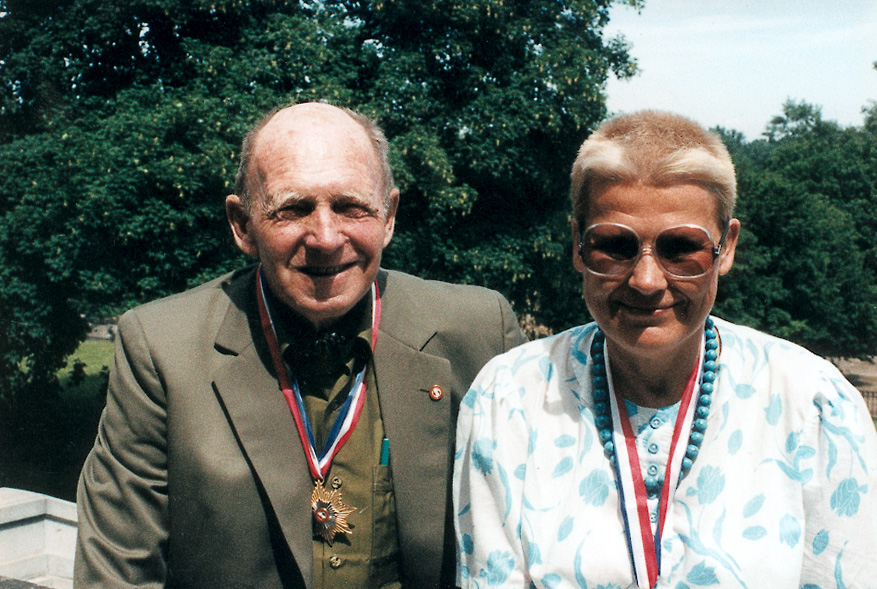
تونی هالیک و همسرش الیزابت زیکووسکا

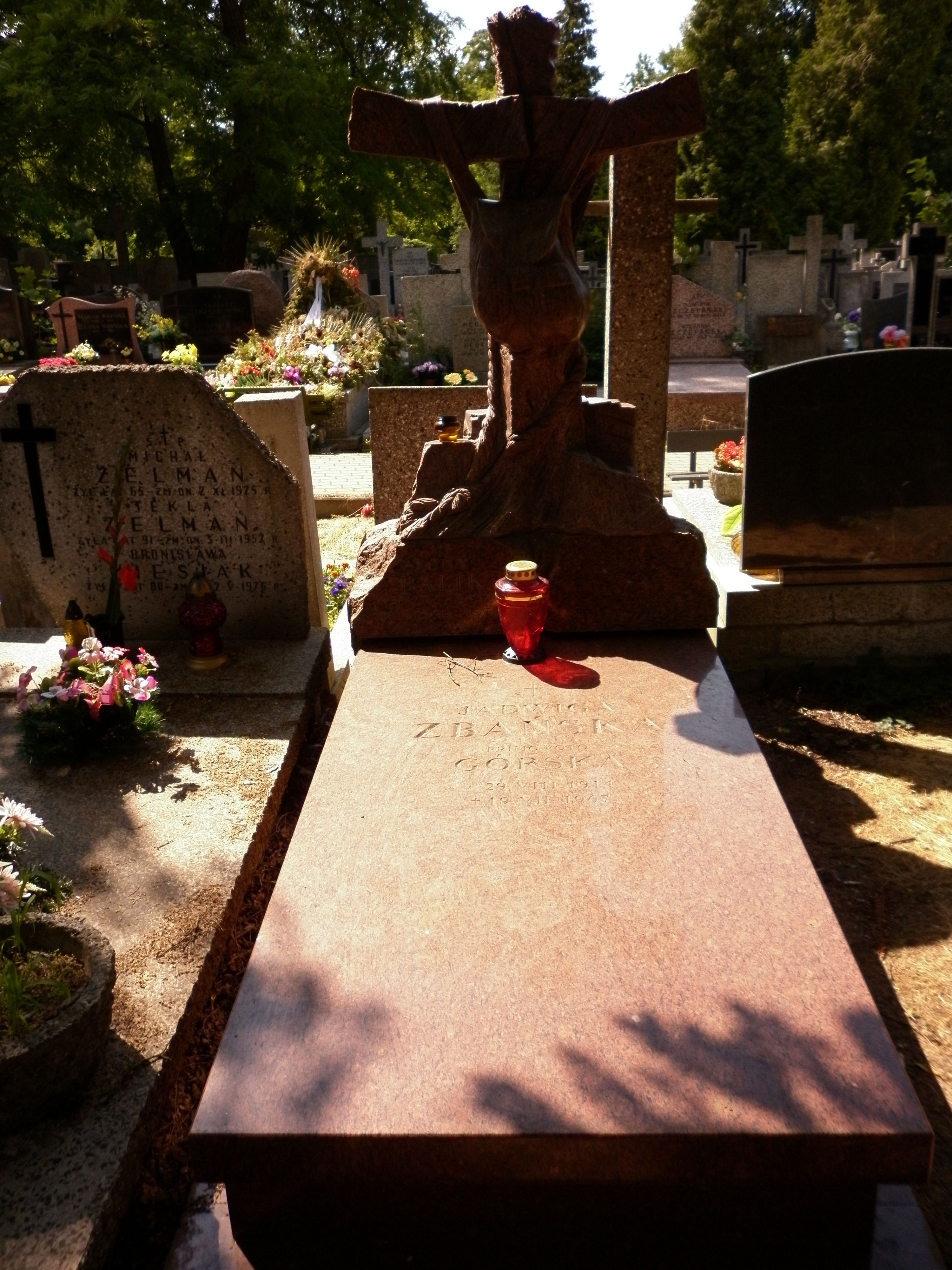
مقبره تونی هالیک واقع در Bródno Cemetery

تونی هالیک (انگلیسی: Tony Halik؛ ۲۴ ژانویهٔ ۱۹۲۱ – ۲۳ مهٔ ۱۹۹۸) گردشگر و روزنامه‌نگار اهل لهستان بود. وی یک کاشف لهستانی بود که به زبان‌های اسپانیایی، انگلیسی، فرانسوی، پرتغالی، ایتالیایی، آلمانی، گوارانی و زاوانت (زبان محلی برزیلی) صحبت می‌کرد.

## پیوستن به مقاومت فرانسه
تونی هالیک در شهر ترونی لهستان به دنیا آمد. در جنگ جهانی دوم تونی به عنوان یک شهروند لهستانی تحت اشغال آلمان نازی به صورت اجباری به نیروی هوایی آلمان منتقل شد تا در فرانسه خدمت کند ولی در سال ۱۹۴۴ از نیروی هوایی آلمان فرار کرد و به مقاومت فرانسه پیوست. برای این عمل او، مقاومت فرانسه به او نشان جنگ اعطا کرد.

## پس از جنگ
بعد از جنگ او به عنوان خبرنگار ان‌بی‌سی بمدت ۳۰ سال کار کرد.
در سال ۱۹۷۶ به همراه همسرش الیزابت زیکووسکا و پروفسور ادموندو گیلن به شهر باستانی اینکا در آمریکای جنوبی رفت. طی بیش از بیست سال هالیک و همسرش بیش از ۳۰۰ برنامه و سریال تلویزیونی برای تلویزیون لهستان اجرا کردند. او همچنین بیش از ۴۰۰ فیلم مستند تولید کرد و ۱۳ کتاب نوشت و بسیاری مقاله منتشر کرد.

## درگذشت
تونی هالیک در۲۳ مه ۱۹۹۸ در ورشو پایتخت لهستان درگذشت.